# Wilhelm List
Siegmund Wilhelm Walther List, född 14 maj 1880, död 16 augusti 1971, var en tysk militär; generalfältmarskalk 1940. 

## Biografi
Lists militära karriär inleddes 1898. Under första världskriget tjänstgjorde han som generalstabsofficer. Efter kriget fortsatte hans militära karriär i Reichswehr. Efter Anschluss, Tysklands annektering av Österrike i mars 1938, fick List befälet över Heeresgruppen-Kommando 5 och var därmed ansvarig för att införliva den österrikiska armén i den tyska Heer. Kommandot omorganiserades till 14. Armee och List ledde armén under fälttåget i Polen 1939. Han förlänades Riddarkorset den 30 september 1939. Armén bytte namn till 12. Armee och List ledde den under fälttåget i väst 1940. 
Han ledde även 12. Armee under fälttåget på Balkan våren 1941. Efter att det avslutats stannade List kvar i området och blev parallellt med sin roll som befälhavare för sin armé även Wehrmachtbefehlshaber Südost med ett övergripande ansvar för alla tyska styrkor i sydöstra Europa. På grund av sjukdom tvingades han lämna sin post i oktober 1941. 
List övertog den 10 juli 1942 befälet för Heeresgruppe A på östfronten. Sedan han den 10 september samma år vägrat att hörsamma en av Adolf Hitlers order befriades han från befäl och försattes i disponibilitet, den så kallade Führer-Reserve. List greps av amerikanerna 1945 och dömdes vid den så kallade gisslanrättegången till livstids fängelse 1948. Han frigavs i december 1952, då han i fängelset blivit svårt sjuk.